# Srđan Kočić (calciatore)
Srđan Kočić (in serbo Срђан Кочић?; Sombor, 16 febbraio 1999) è un calciatore serbo, attaccante del Dubočica Leskovac.

## Caratteristiche tecniche
È un'ala destra.

## Carriera
Cresciuto nel settore giovanile del Brodarac, nella stagione 2017-2018 partecipa alla UEFA Youth League dove realizza una rete in cinque incontri; nel 2018 viene ceduto al Kolubara con cui debutta fra i professionisti il 4 agosto 2019 in occasione del match di Prva Liga Srbija perso 2-1 contro il Trajal Kruševac. Al termine della stagione viene acquistato dal Napredak Kruševac.

## Statistiche
Statistiche aggiornate al 20 marzo 2021.

### Presenze e reti nei club
| Stagione        | Squadra           | Campionato      | Campionato | Campionato | Coppe nazionali | Coppe nazionali | Coppe nazionali | Coppe continentali | Coppe continentali | Coppe continentali | Altre coppe | Altre coppe | Altre coppe | Totale | Totale | Totale |
| Stagione        | Squadra           | Comp            | Pres       | Reti       | Comp            | Pres            | Reti            | Comp               | Pres               | Reti               | Comp        | Pres        | Reti        | Pres   | Reti   |        |
| --------------- | ----------------- | --------------- | ---------- | ---------- | --------------- | --------------- | --------------- | ------------------ | ------------------ | ------------------ | ----------- | ----------- | ----------- | ------ | ------ | ------ |
| 2019-2020       | Kolubara          | PL              | 28         | 1          | CS              | 1               | 0               |                    | -                  | -                  |             | -           | -           | 29     | 1      |        |
| 2020-2021       | Napredak Kruševac | SL              | 25         | 3          | CS              | 1               | 1               |                    | -                  | -                  |             | -           | -           | 26     | 4      |        |
| Totale carriera | Totale carriera   | Totale carriera | 53         | 4          |                 | 2               | 1               |                    | -                  | -                  |             | -           | -           | 55     | 5      |        |